# Capitanía general de Cuba
La capitanía general de Cuba fue una entidad política integrante del Imperio español establecida por la Corona española desde 1607, durante su periodo de dominio americano. Formó parte del virreinato de Nueva España hasta 1821.
Con anterioridad, la isla y sus provincias, conformaban a la gobernación de Cuba que era una dependencia de la Capitanía General de Santo Domingo desde 1535. Posteriormente recibió mayor autonomía desde 1764 como fruto de las reformas borbónicas llevadas a cabo en el virreinato de Nueva España por el Conde de Floridablanca, el cual orientó la política exterior de Carlos III hacia un fortalecimiento de la posición española frente al Reino Unido especialmente en el mar Caribe.
La gobernación de Cuba y la sucesora capitanía general homónima comprendió además de la isla de Cuba, Jamaica hasta 1655, la provincia de La Florida desde 1567 y la Luisiana española desde 1763.
La administración cubana estuvo dominada desde entonces por capitanes generales, militares en su mayor parte. Algunos de ellos vieron recompensada su actuación siendo luego elevados a virreyes de Nueva España.
Desde 1825, el capitán general de Cuba fue dotado con amplias atribuciones en los ramos de Gobierno, Justicia y Hacienda, además de seguir siendo la máxima autoridad militar. Y a partir de la segunda mitad del siglo XIX, fue también su gobernador general al haberse perdido los virreinatos en la América continental.

## Historia

### Antecedentes
Diego Velázquez, teniente del virrey Diego Colón, comenzó la conquista de Cuba en 1511, asumiendo como primer gobernador de la isla Fernandina (Cuba) y manteniéndose en el cargo hasta 1524.
Nuestra Señora de la Asunción de Baracoa fue fundada en 1511, San Salvador de Bayamo en 1513, Santísima Trinidad, Sancti Spíritus y San Cristóbal de La Habana en 1514, Santa María del Puerto del Príncipe y Santiago de Cuba en 1515.
Desde el siglo XVI, la provincia de Cuba estuvo bajo el mando del gobernador y capitán a guerra de Santiago, dependiente de la Real Audiencia de Santo Domingo. Dicha audiencia autorizó el 26 de julio de 1553 que el gobernador residiera en La Habana.
En 1567, el gobernador de Cuba y adelantado de La Florida, almirante Pedro Menéndez de Avilés, anexionó la región de La Florida a la gobernación de Cuba. De 1565 data la fundación de San Agustín, población continental más antigua de los actuales Estados Unidos. Fue establecida para expulsar a los hugonotes de la costa atlántica, clave para el tránsito de los barcos de la Flota de Indias por el estrecho de las Lucayas (Bahamas). 
En 1579, fue agregado al cargo de gobernador de Cuba el de capitán general al ser nombrado gobernador el capitán Gabriel de Luján, quien asumió en 1581. En lo gubernativo siguió sujeto el gobernador al virrey de Nueva España, en lo relativo a la marina dependía de los generales de las flotas que se apostaban en el puerto, y en lo judicial dependía de la Real Audiencia de Santo Domingo.

### División de la isla en dos gobiernos
Mediante la real cédula del 8 de octubre de 1607 el rey Felipe III creó la Capitanía General de Cuba, y dividió la isla de Cuba en dos gobiernos, el Departamento Occidental con sede en La Habana y el Departamento Oriental con sede en Santiago de Cuba. La jurisdicción que abarcaría el gobernador de La Habana fue fijada por el este hasta cincuenta leguas de la ciudad.

[…] y quiero y es mi voluntad que el de los dichos dos gobernadores tuviere á su cargo el gobierno de la ciudad de San Cristóbal de La Habana y los dichos lugares de su distrito sea y se titule mi gobernador y capitán general de la isla de Cuba y de la dicha ciudad como se han titulado hasta agora los que lo han sido de toda la Isla […]

Y por los inconvenientes que se considera podrían resultar de lo contrario, mando que mi gobernador y capitán á guerra de la ciudad de Santiago de Cuba y su distrito esté subordinado en todo lo que tocare y fuere dependiente de materias de gobierno y guerra al mi gobernador y capitán general de dicha Isla y ciudad de La Habana […]

Las villas de Baracoa, Bayamo y Puerto Príncipe —actual Camagüey— quedaron bajo jurisdicción del gobernador de Santiago de Cuba. Las villas de San Juan de los Remedios, Sancti Spíritus y Trinidad no fueron adjudicadas a ninguno de los gobiernos y quedaron exentas y sujetas directamente al gobernador general. La isla fue dividida mediante la orden: mídanse 80 leguas a partir del cabo de San Antonio, y tírese una raya de norte a sur.

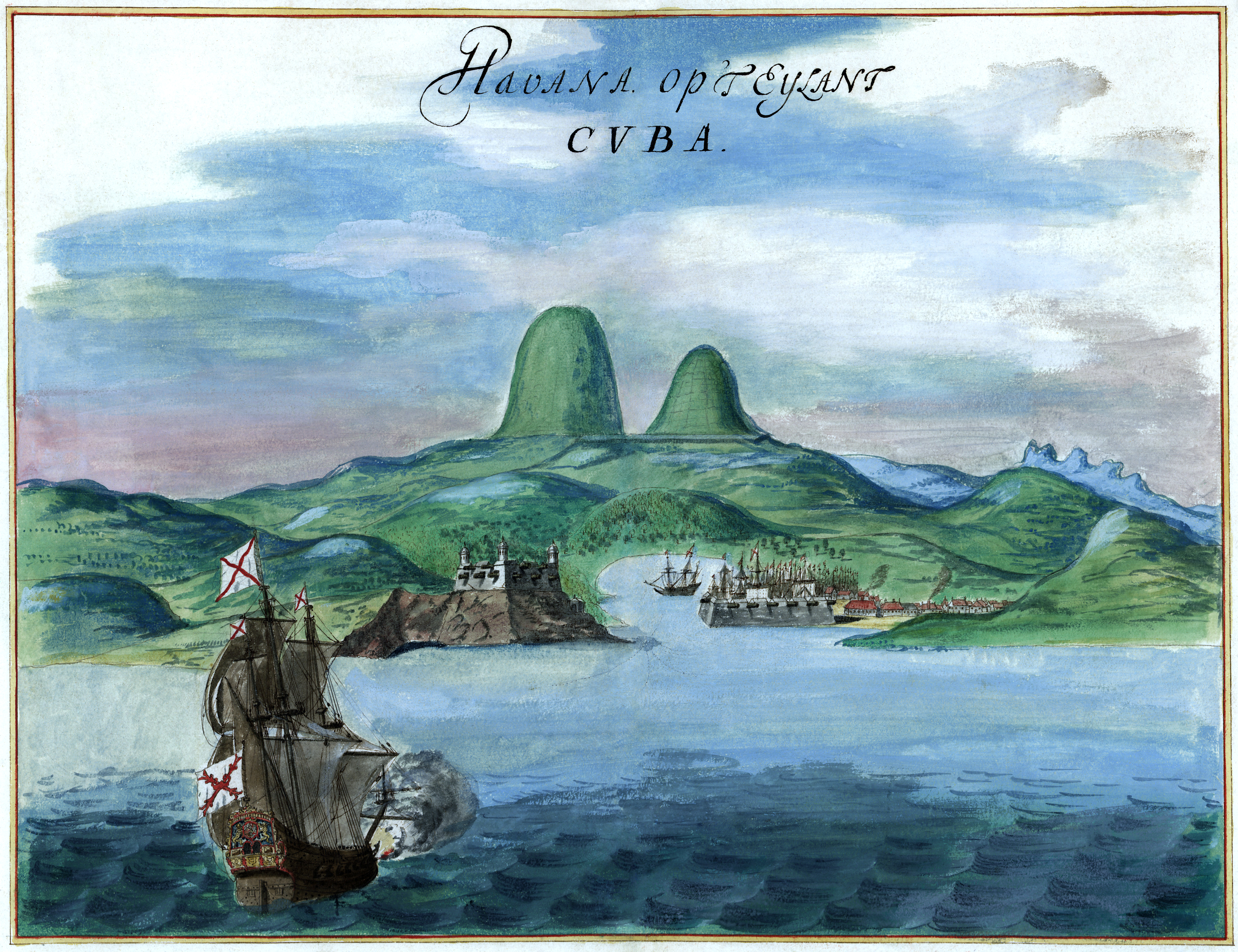
Óleo del puerto de La Habana 1639

Asumió Pedro Valdés como gobernador y capitán general de Cuba que residió en La Habana y Juan Villaverde y Ozeta como gobernador y capitán a guerra de Santiago, en la ciudad homónimo. En el ramo de guerra el gobernador de Santiago quedaba en dependencia del capitán general. Cada gobernador tenía autonomía en lo administrativo, entendiéndose directamente con la Corte del rey. En lo judicial ambos gobiernos continuaron en la jurisdicción de la Real Audiencia de Santo Domingo.
En 1655, durante la guerra anglo-española, los británicos invadieron la Jamaica española, que estaba bajo la dependencia directa de la Capitanía General de Santo Domingo, trasladándose los españoles jamaiquinos a Cuba.
En 1756, fue creada la Intendencia de Marina de La Habana, que actuaba como «Real Fábrica» de barcos y navíos.
El 6 de junio de 1762, apareció una gran armada británica, con más de 50 navíos y 14 000 hombres. Para tomar la ciudad, los británicos tuvieron que rendir el Castillo del Morro, defendido por una decidida guarnición al frente del capitán de navío Luis de Velasco y del marqués Vicente Gómez. La Habana cayó tras dos meses de sitio. En un año los españoles restablecieron la soberanía, pero quedaron en evidencia muchas deficiencias defensivas. Los británicos se retiraron de Cuba el 10 de febrero de 1763 después del Tratado de París y a cambio de la cesión de Florida al Reino de Gran Bretaña. En compensación a la pérdida de La Habana, España recibió de Francia el territorio de Luisiana el 3 de noviembre de 1762.
Luego de la evacuación británica, el rey de España comisionó al general Alejandro O'Reilly para llevar adelante una profunda reorganización militar en Cuba.
En 1763, se comenzó la construcción de la Fortaleza de San Carlos de La Cabaña en La Habana, la mayor de las construidas por España en el Nuevo Mundo. Su posición privilegiada la convertía en un bastión inexpugnable, se dice que las obras se prolongaron tanto y con tan alto coste que Carlos III, rey de España, se asomó a la ventana de su palacio con un catalejo para que le indicaran donde se encontraba aquella construcción.

### Desde las reformas borbónicas
Desde 1764, el gobernador de Santiago ya era capitán general permanente y en 1774 se realizó el primer censo oficial de Cuba, que arrojó el resultado de 171.670 habitantes.
El 31 de octubre de 1764, fue establecida la intendencia de La Habana, que fue la primera intendencia de hacienda y guerra creada en la América hispánica. Siendo su primer intendente Miguel de Altarriba, quien asumió el 8 de marzo de 1765.
En 1766, fue creada la intendencia de Nueva Orleans, en la provincia de Luisiana española que dependía de la gobernación cubana. Siendo su primer intendente Juan José de Loyola y Mendoza, estando el mando militar a cargo de Antonio de Ulloa, pero poco después lo asumió también Loyola y Mendoza.

### Evolución de la Capitanía General de Cuba
En el año 1777, gracias a la intervención del ministro de Indias José de Gálvez, la Capitanía General de Cuba que incluía la isla del mismo nombre y la Luisiana española, se independizó de la de Santo Domingo, aunque seguiría un par de décadas más dependiente de la real audiencia homónima y por ende, pasaría a ser una entidad autónoma dentro del virreinato novohispano.
Los españoles recuperaron para la capitanía general cubana la Florida Occidental en 1779 y tomaron San Carlos de Penzacola en 1781, ambas gracias a Bernardo de Gálvez. España recuperó además la Florida Oriental por medio de los preliminares de Paz que acordó el príncipe Guillermo IV de Inglaterra en su visita a la residencia del Capitán general Luis de Unzaga y Amézaga en La Habana en abril de 1783 donde intercambiaron las Bahamas por las Floridas, luego ratificado por el Tratado de París de septiembre de 1783 aunque a pesar de ello tuvo Luis de Unzaga y Amézaga que enviar desde Cuba a un batallón para recuperar la ciudad de San Agustín, ya que su gobernador británico aún se resistía.
Entre 1784 y 1785, las relaciones de esta Capitanía general con los recién nacidos Estados Unidos eran excelentes ya que se ayudaron mutuamente, teniendo correspondencia del más alto nivel diplomático entre Luis de Unzaga y Amézaga con los padres fundadores de Estados Unidos: George Washington, Robert Morris y Patrick Henry entre otros.
En 1794, fue creado en La Habana un Real Consulado de Agricultura y Comercio. En 1795, por el Tratado de Basilea el territorio de Santo Domingo fue cedido a Francia.

### Inicio delsigloXIX
En 1800, se trasladó la Real Audiencia de Santo Domingo a Santa María del Puerto Príncipe —actual Camagüey— lo que fue dispuesto el 22 de mayo de 1797, ya que esta isla fue cedida a Francia, aunque previamente se había instalado en Santiago de Cuba desde 1799. Permaneció en Puerto Príncipe hasta 1808 cuando se la trasladó a La Habana, volviendo luego a Puerto Príncipe.
En 1812, la Constitución de Cádiz expresaba:

El territorio español comprende […] isla de Cuba con las dos Floridas, la parte española de la isla de Santo Domingo y la isla de Puerto Rico con las demás adyacentes a éstas y al continente en uno y otro mar.

La Constitución española de 1812, promulgada por las Cortes de Cádiz (que sirvió como regencia parlamentaria después de que Fernando VII fuera depuesto), declaró el territorio de la Capitanía General parte integrante de la Monarquía Española y lo transformó en una provincia con su propia «diputación provincial» electa (creándose las diputaciones provinciales de Cuba, Santo Domingo y Puerto Rico, y por decreto del 23 de mayo de 1812 se creó la de Santiago de Cuba), una junta de gobierno con facultades administrativas conjuntas y legislativas limitadas. Los municipios también recibieron cabildos electos localmente. La diputación provincial y los cabildos funcionaron mientras la Constitución estuvo en vigor de 1812 a 1814 (en 1813 fue creada la intendencia de Puerto Príncipe junto con la intendencia de Santiago de Cuba con jurisdicción sobre Hacienda) y de 1820 a 1823. Finalmente, la Constitución fue abolida por Fernando VII. 
La capitanía perdió ante EE. UU. el territorio de la Florida española en 1819 con al tratado de Adams-Onís, la culminación de la primera guerra Semínola dirigida por de Andrew Jackson. Había sido precedida por la pérdida ante EE. UU. de una parte significativa de la Florida Occidental (Baton Rouge y La Mobila) en el periodo de 1810-1814.
Para asegurar la soberanía ante las amenazas independentistas (Conspiración de los Soles y Rayos de Bolívar) y anexionistas (de México y Colombia) desde la real orden del 8 de mayo de 1825 el capitán general Francisco Dionisio Vives obtuvo del rey poderes absolutos y totales para el gobierno de la isla y se creó la Comisión Militar Permanente con jurisdicción sobre asuntos políticos. Se comunicó que el capitán general desde ese momento ostentaría:

todo el lleno de las facultades que por las Reales Ordenanzas se conceden a los gobernadores de plazas sitiadas.

Podía además suspender cualquier ley que considerase conveniente, dando cuenta el rey para su aprobación.
La Constitución de 1812 volvió a entrar en vigencia  en 1836 por el motín de la Granja de San Ildefonso. La nueva Constitución de 1837 establecía para el gobierno de las provincias ultramarinas de Cuba, Puerto Rico y las Filipinas el principio de especialidad, reforzando un régimen autocrático colonial,  privados de representación en las Cortes de España y suprimiendo los ayuntamientos y diputaciones provinciales democráticamente electos, quedando gobernada directamente por la Corona a través del Capitán General. La Constitución de 1845 mantuvo el mismo régimen, que se mantendría hasta guerra de 1868.

### Las Reales Audiencias
La Real Audiencia de La Habana fue creada por real decreto del 18 de agosto de 1838. El territorio de la Real Audiencia de Puerto Príncipe fue limitado a las provincias o departamentos Oriental y Central de la isla de Cuba, en el último de los cuales estaban comprendidos los gobiernos de Trinidad y Nueva Colonia Fernandina de Jagua. El resto del territorio de la isla de Cuba quedó asignado a la Real Audiencia de La Habana.
La de Puerto Príncipe fue suprimida en 1853, en 1859 fue reformado el régimen municipal y en 1868 fue restablecida como Real Audiencia de Camagüey con jurisdicción sobre los departamentos Central y Oriental de Cuba. El 1.º de julio de 1871 fue establecida la Real Audiencia de Santiago de Cuba, poco después abolida y recreada el 28 de noviembre de 1898.

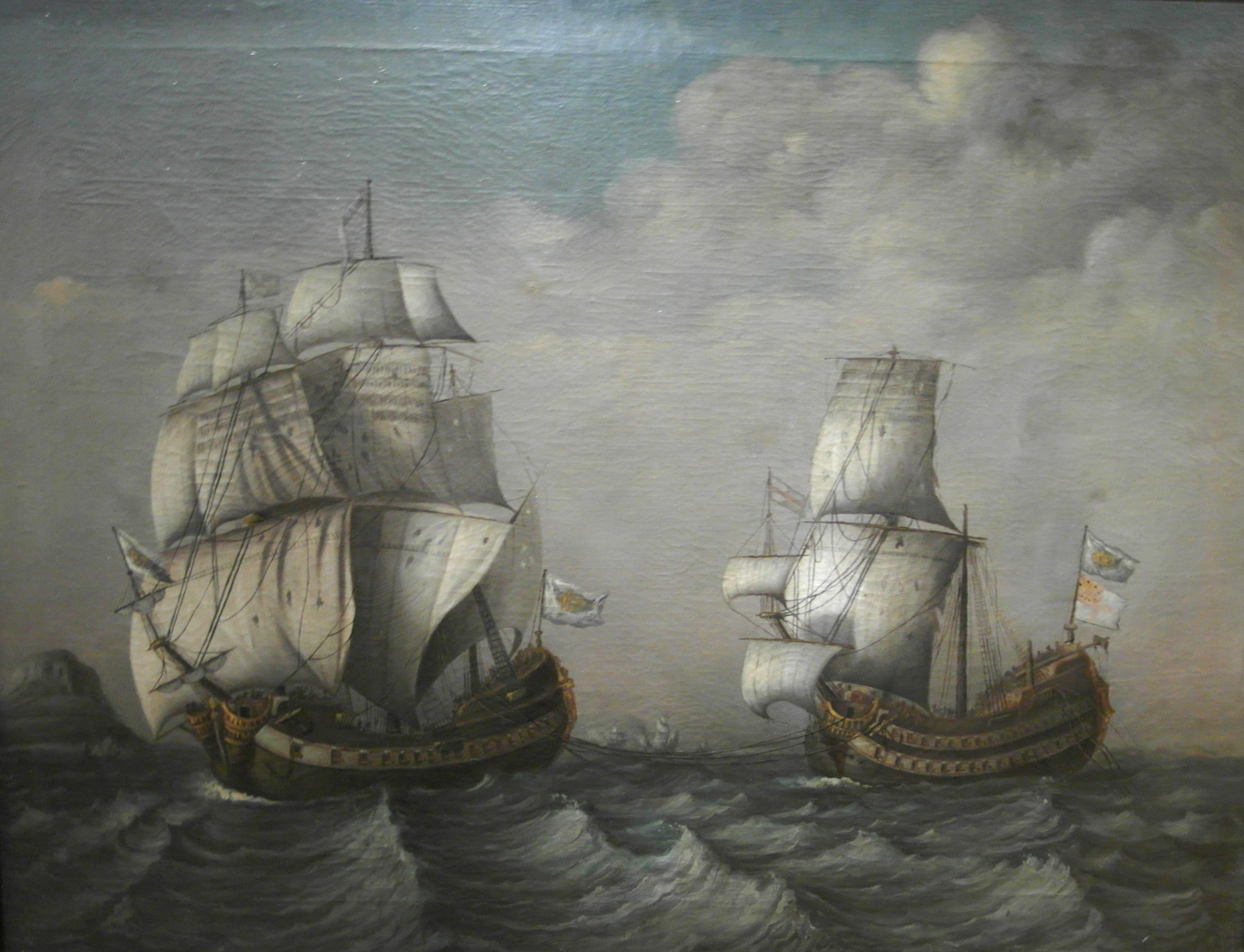
Una fragata española remolcando un buque británico hasta La Habana. Óleo, circa 1770.

En la Capitanía General de Cuba se operó una gran transformación socioeconómica durante el siglo XVIII. La isla pasó de ser una clave defensiva del Caribe que se sostenía del situado mexicano y de alguna producción agropecuaria, a una floreciente colonia exportadora de azúcar, tabaco y café. Cuba no pudo prosperar antes de la década de 1760 debido a las regulaciones comerciales españolas. España había instalado un monopolio en el Caribe y su objetivo primario era proteger esto. No se permitió que las islas negociaran con ninguna nave extranjera. Tan pronto como España abriera los puertos de Cuba a las naves extranjeras, un gran auge del azúcar comenzó, durando hasta la década de 1880.
En 1852, el capitán general José Gutiérrez de la Concha hacía referencia a uno de los problemas más graves para la estabilidad sociopolítica de la isla de Cuba: la formación del partido españolista, con unos intereses no siempre coincidentes con los de la metrópoli. La desconfianza que siente hacia este grupo de poder la resume en los siguientes términos:

Todas las consideraciones que merece hasta la exageración del sentimiento nacional en los buenos españoles, deben desaparecer tratándose de los que pretenden especular en provecho propio con ese sentimiento, pues tanto ó más daño hacen á España éstos y los malos funcionarios públicos, que los que abiertamente conspiran contra el Gobierno, porque contra estos últimos están las leyes y la fuerza, que no siempre pueden aplicarse á los que de aquel modo disfrazan sus malas pasiones. Error grave, por tanto, seria en el que gobernase en Cuba el no apelar en casos dados y en circunstancias difíciles á las facultades extraordinarias de que el gobernador capitán general está y deberá estar siempre revestido.

La Constitución española de 1869 estableció que:

Art. 108. Las Cortes reformarán el sistema de gobierno de las provincias de ultramar cuando hayan tomado asiento los diputados de Cuba o Puerto Rico para hacer extensivos a las mismas, con las modificaciones que se creyesen necesarias los derechos consignados en la Constitución.

El inicio de la guerra de independencia en octubre de 1868 impidió la elección de diputados cubanos, por lo que el régimen constitucional no se aplicó en la isla.

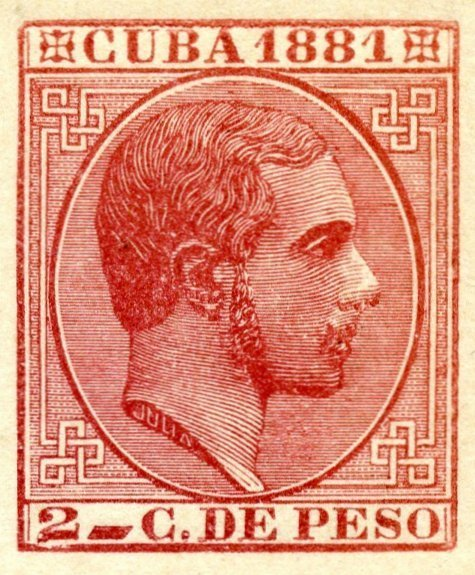
Sello de correos de 1881 con la efigie del rey Alfonso XII

El 30 de junio de 1876, el rey Alfonso XII promulgó la Constitución que habría de regir hasta noviembre de 1897, en ella se contempló nuevamente el gobierno de la isla por leyes especiales. En 1879, los diputados cubanos volvieron a ser admitidos en las Cortes de España. Entre 1880 y 1886 la esclavitud fue abolida en Cuba.
Así se sucedieron las revueltas durante la segunda mitad del siglo XIX apoyados por ideólogos de la talla de José Martí, que el general Martínez Campos, enviado especialmente desde la metrópoli sofocó y selló en la Paz de Zanjón (1878). Ya en 1897 se separó la Capitanía General del Gobierno y se dotó a Cuba de un parlamento bicameral. Este sistema solo duró unos meses ya que al poco tiempo estallaría la Guerra hispano-estadounidense en 1898 con desastrosas consecuencias para España, la pérdida de sus provincias de Ultramar.
El 25 de noviembre de 1897, se promulgó la Constitución Autonómica para las islas de Cuba y Puerto Rico:

El Gobierno de cada una de las Islas se compondrá de un Parlamento Insular, dividido en dos Cámaras y de un Gobernador General, representante de la Metrópoli, que ejercerá en nombre de ésta la Autoridad suprema.

## Organización eclesiástica
En 1518, fue erigida en la Diócesis de Asunción de Baracoa (o Cuba), sufragánea de la archidiócesis de Sevilla. Fue trasladada a Santiago de Cuba en 1522.
El papa León X erigió el 5 de diciembre de 1520 la diócesis de Santiago de la Florida (o Tierra Florida), pero no sobrevivió.
Por medio de la bula Super universæ orbis ecclesiæ de Paulo III del 12 de febrero de 1546 fue erigida la arquidiócesis de Santo Domingo, asignándole como una de sus sufragáneas a la diócesis de Santiago de Cuba.
El 10 de septiembre de 1787, fue erigida la diócesis de San Cristóbal de La Habana, Luisiana y las Floridas, separada de la de Santiago de Cuba, quedando ambas como sufragáneas del arzobispado de Santo Domingo.
El 25 de abril de 1793, fue erigida la Diócesis de Luisiana y las dos Floridas como sufragánea de Santo Domingo.
A raíz de la Paz de Basilea, en 1795 desapareció la Arquidiócesis de Santo Domingo, por lo que en 1803 fue erigida la Arquidiócesis de Santiago de Cuba  pasando a ser sus sufragáneas la Diócesis de San Cristóbal de La Habana, la de San Juan de Puerto Rico y la Diócesis de La Luisiana y las dos Floridas.